# Jedrenjak A
Jedrenjak A (Sailing Yacht A), je jedrenjak s dvostrukim sustavom pogona izgrađen u brodogradilištu Nobiskrug u Kielu.

## Dizajn
Jedrenjak A dizajnirao je Filip Stark u futurističkom stilu. Duljina jahte od 142,81 metara i širina od 24,88 metara, svrstava ovu jahtu u skupinu najvećih ikada napravljenih jedrilica. Posjeduje tri jarbola visine od oko 90 metara. Površina jedara iznosi 3700 četvornih metara. Jedrenjak A posjeduje osam paluba, s mogućnošću pristajanja helikoptera na jednoj od paluba, i sobu za promatranje podmorja. U jahtu je ugrađen jedan od najvećih pojedinačnih komada zaobljenog stakla, težak 1,8 tona. Jedrenjak A je opremljen hibridnim dizelsko-električnim motorom, i suvremenim navigacijskim sustavima. Jahta može primiti oko 20 gostiju i posadu od 54 člana. Može dostići brzinu od 24 čvora. Prema izvješćima medija, dizajner je želio izazvati estetiku koja je uobičajena kod ovakvih plovila. Naziv "A" dobila je kako bi bila na vrhu brodskih registara. Prvi test drajv održan je 21. rujna 2015. godine. Kupcu je predana 3. veljače 2017. godine. Prema izvješćima medija, cijena jahte iznosila je oko 450 milijuna dolara. Jahta pripada ruskom milijarderu Andreju Meljničenku.

## Vanjske poveznice
|  | Zajednički poslužitelj ima još gradiva o temi Jedrenjak A |